# Генрі (округ, Індіана)
Шаблон:StateAbbr_ 39°56′ пн. ш. 85°24′ зх. д. / 39.93° пн. ш. 85.4° зх. д.
Округ  Генрі (англ. Henry County) — округ (графство) у штаті  Індіана, США. Ідентифікатор округу 18065.

## Історія
Округ утворений 1821 року.

## Демографія
За даними перепису 
2000 року 
загальне населення округу становило 48508 осіб, зокрема міського населення було 26901, а сільського — 21607.
Серед мешканців округу чоловіків було 23403, а жінок — 25105. В окрузі було 19486 домогосподарств, 13975 родин, які мешкали в 20592 будинках.
Середній розмір родини становив 2,91.
Віковий розподіл населення поданий у таблиці:
| Стать    | До 15 років | 15-21 | 22-29 | 30-39 | 40-49 | 50-65 | 65-85 | Понад 85 |
| -------- | ----------- | ----- | ----- | ----- | ----- | ----- | ----- | -------- |
| Чоловіки | 4905        | 2127  | 2222  | 3415  | 3511  | 4174  | 2798  | 251      |
| Жінки    | 4768        | 2022  | 2231  | 3529  | 3692  | 4310  | 3873  | 680      |

## Суміжні округи
- Делавер — північ
- Рендолф — північний схід
- Вейн — схід
- Файєтт — південний схід
- Раш — південь
- Генкок — південний захід
- Медісон — північний захід

## Виноски
1. ↑  U.S. Decennial Census. United States Census Bureau. Архів оригіналу за 26 квітня 2015. Процитовано 10 липня 2014.
2. ↑  Historical Census Browser. University of Virginia Library. Архів оригіналу за 11 серпня 2012. Процитовано 10 липня 2014.
3. ↑  Population of Counties by Decennial Census: 1900 to 1990. United States Census Bureau. Архів оригіналу за 4 жовтня 2014. Процитовано 10 липня 2014.
4. ↑  Census 2000 PHC-T-4. Ranking Tables for Counties: 1990 and 2000 (PDF). United States Census Bureau. Архів оригіналу (PDF) за 18 грудня 2014. Процитовано 10 липня 2014.
5. ↑  Henry County QuickFacts. Бюро перепису населення США. Архів оригіналу за 7 червня 2011. Процитовано 20 вересня 2011.(англ.) Наведено за англійською вікіпедією.
6. ↑  American FactFinder. Бюро перепису населення США. Архів оригіналу за 21 травня 2008. Процитовано 31 січня 2008.

| США | Це незавершена стаття з географії США. Ви можете допомогти проєкту, виправивши або дописавши її. |